# První vláda Jozefa Tisa

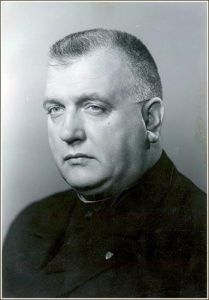
Předseda vlády Jozef Tiso

První vláda Jozefa Tisa existovala v období od 7. října do 1. prosince 1938. Jednalo se o první slovenskou autonomní vládu v rámci druhé československé republiky.

## Složení autonomní vlády
Po 8. listopadu 1938, kdy se rozhodující strany sloučily do Hlinkovy slovenské lidové strany – Strany slovenské národní jednoty (HSĽS–SSNJ), byli všichni členové vlády zástupci sjednocené strany.
| Portfej                                                 | Ministr             | Strana | Strana      | Nástup do úřadu | Odchod z úřadu   |
| ------------------------------------------------------- | ------------------- | ------ | ----------- | --------------- | ---------------- |
| Předseda vlády a ministr vnitra                         | Jozef Tiso          |        | HSĽS        | 7. října 1938   | 1. prosince 1938 |
| Ministr zemědělství, obchodu, veřejných prací a financí | Pavol Teplanský     |        | RSZML       | 7. října 1938   | 1. prosince 1938 |
| Ministr spravedlnosti, sociální péče a zdravotnictví    | Ferdinand Ďurčanský |        | HSĽS        | 7. října 1938   | 1. prosince 1938 |
| Ministr pošt a železnic                                 | Ján Lichner         |        | RSZML / SNS | 7. října 1938   | 1. prosince 1938 |
| Ministr školství                                        | Matúš Černák        |        | HSĽS        | 7. října 1938   | 1. prosince 1938 |